# Hyväjärvi (sjö i Posio, Lappland)
Hyväjärvi är en sjö i kommunen Posio i landskapet Lappland i Finland. Arean är 37 hektar och strandlinjen är 3,5 kilometer lång. Sjön  ingår i Ijo älvs huvudavrinningsområde.   Den ligger omkring 95 kilometer sydöst om Rovaniemi och omkring 670 kilometer norr om Helsingfors. 